# Heubécourt-Haricourt
Heubécourt-Haricourt ist eine französische Gemeinde mit 461 Einwohnern (Stand: 1. Januar 2022) im Département Eure in der Region Normandie. Sie gehört zum Arrondissement Les Andelys und zum Kanton Les Andelys. Die Einwohner werden Heubécourtois genannt.

## Nachbargemeinden
Heubécourt-Haricourt liegt etwa 67 Kilometer südöstlich von Rouen.
Nachbargemeinden von Heubécourt-Haricourt sind Tilly im Norden und Westen, Vexin-sur-Epte im Norden und Osten, Gasny im Südosten, Bois-Jérôme-Saint-Ouen im Süden und Südwesten sowie Vernon im Westen und Südwesten.

## Geschichte
1965 wurden Heubécourt und Haricourt zur heutigen Gemeinde vereinigt.

## Bevölkerungsentwicklung
| Jahr                      | 1962 | 1968 | 1975 | 1982 | 1990 | 1999 | 2006 | 2013 |
| Einwohner                 | 224  | 267  | 303  | 328  | 416  | 401  | 439  | 455  |
| Quelle: Cassini und INSEE |      |      |      |      |      |      |      |      |

## Sehenswürdigkeiten
- Kirche Notre-Dame in Heubécourt aus dem 14. Jahrhundert
- Herrenhaus von Salverte aus dem 15./16. Jahrhundert, Monument historique seit 1927
- Schloss Grumesnil aus dem 17. Jahrhundert
- Großkreuz von Grumesnil

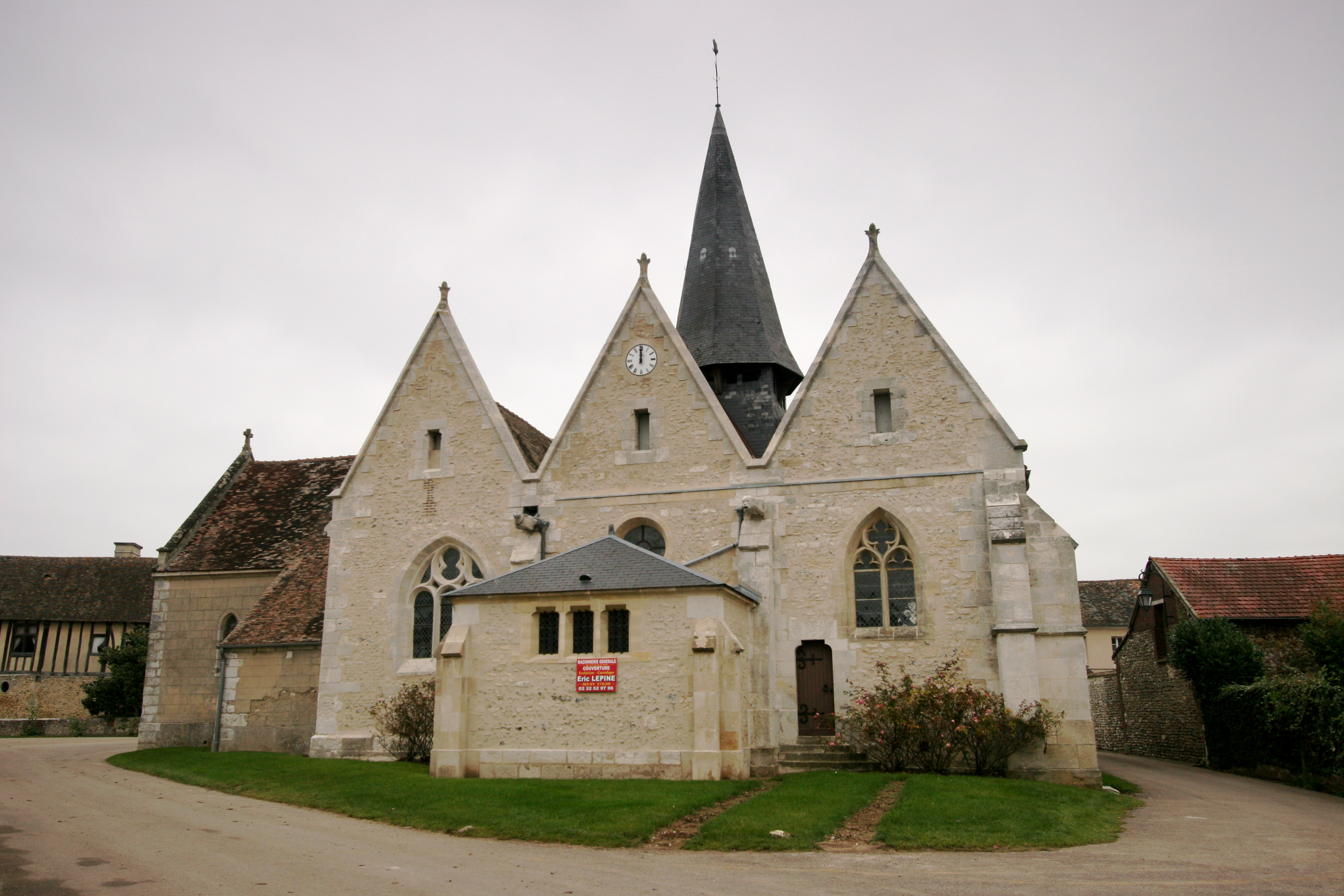
Kirche Notre-Dame
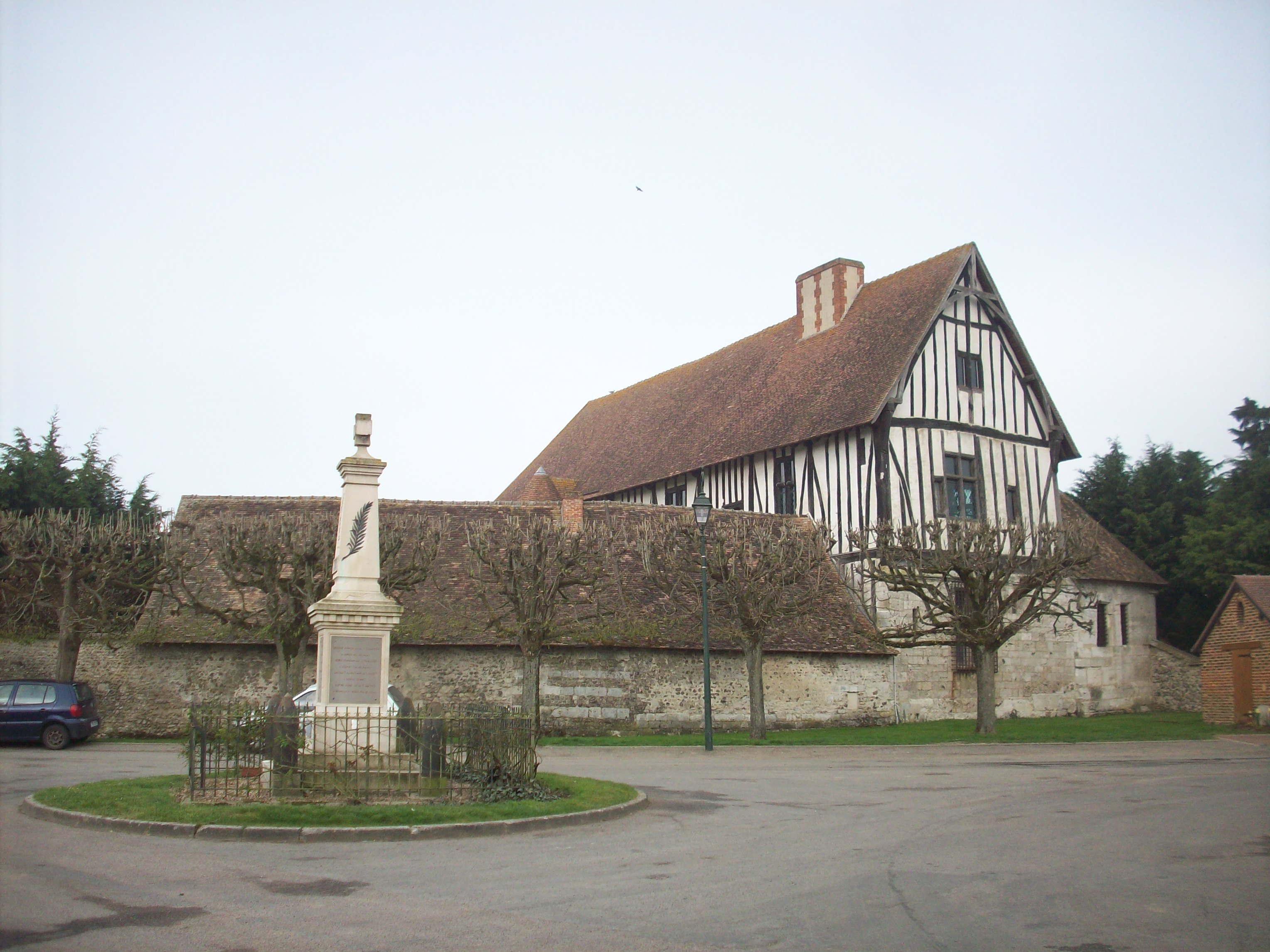
Herrenhaus Salverte
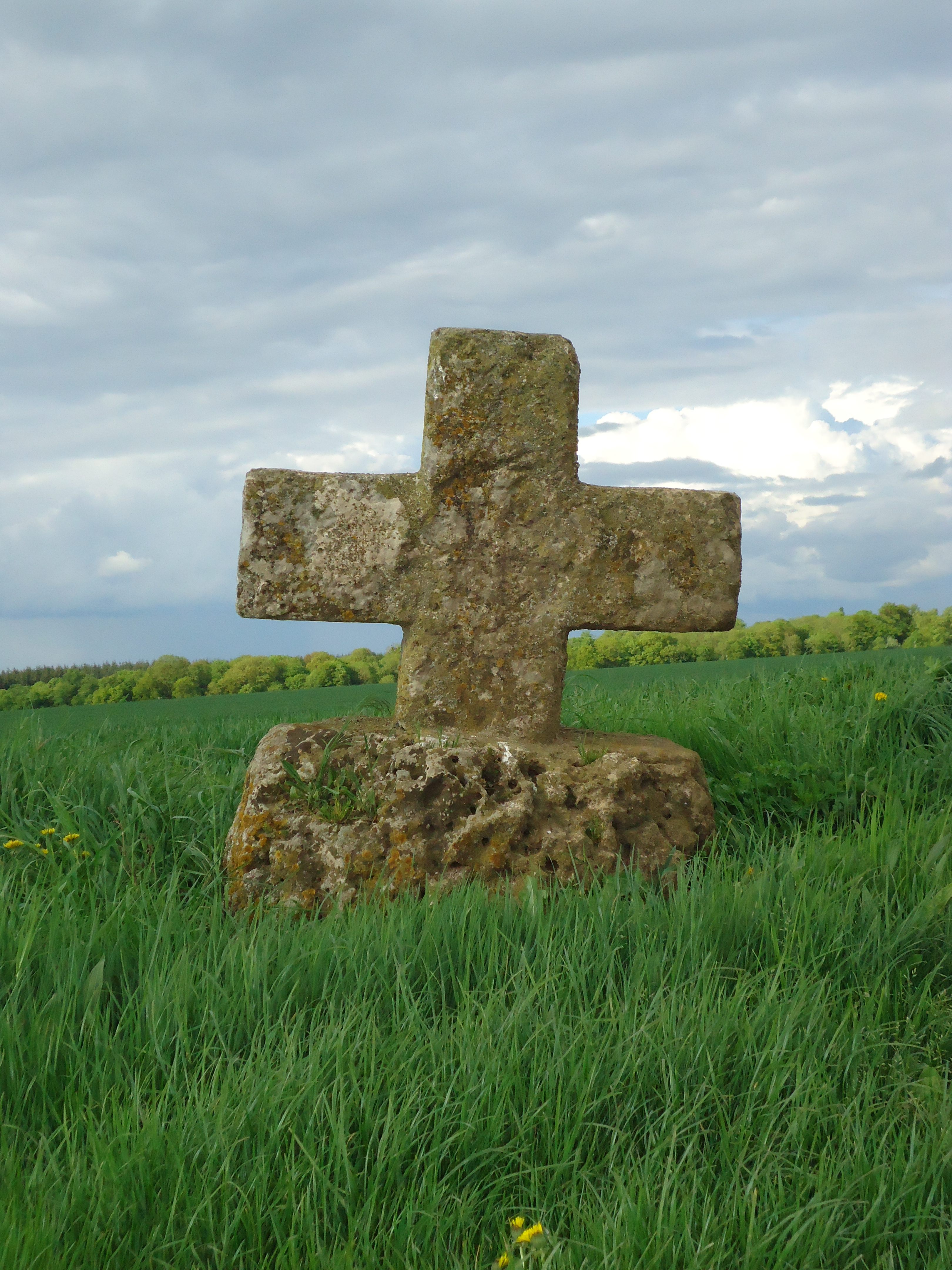
Großkreuz von Grumesnil